# Said Mustafow
Said Szerifow Mustafow (bułg. Саид Шерифов Мустафов, ur. 13 marca 1933 w Konopie, zm. w 1990) – bułgarski zapaśnik. Brązowy medalista olimpijski z Tokio.
Walczył w stylu wolnym. Zawody w 1964 były jego pierwszymi igrzyskami olimpijskimi. Wywalczył brąz w wadze półciężkiej, do 97 kilogramów. Brał udział w igrzyskach cztery lata później i zajął czwarte miejsce. Na mistrzostwach świata zdobył trzy brązowe medale, w 1965, 1966 i 1967.